# L'hombre
L’hombre, även kallat lomber, är ett klassiskt kortspel för tre spelare. Det förekom i Spanien redan på 1400-talet, spreds sedan via Frankrike ut över Europa och var på 1700-talet ett populärt spel i Sverige. Under 1900-talet spelades det framförallt i Spanien och i Danmark.
En kortlek med 40 kort (utan åttor, nior och tior) används. Rangordningen mellan korten är tämligen komplicerad; till exempel är de numrerade korten i hjärter och ruter omvänt värderade.
Spelarna får i given nio kort var, och resterande kort bildar en talong. Genom budgivning utses en spelförare som ska försöka spela hem sitt bud, vilket innebär att vinna minst hälften av de stick man spelar om, eller, för vissa av buden, att inte ta några stick alls. För motspelarna gäller det att förhindra detta. Buden är olika mycket värda poängmässigt och av olika svårighetsgrad, beroende av hur valet av trumffärg går till och i vilken utsträckning de olika buden tillåter byte av kort på handen mot kort från talongen..
Namnet l’hombre är franskt och kommer från det spanska ordet hombre, som betyder ”man” eller ”människa” och är en benämning på spelföraren.